# トスティ・ゴドウィンソン
トスティ・ゴドウィンソン（Tostig Godwinson、およそ1029年 - 1066年9月25日）は、11世紀のアングロ・サクソン人貴族である。1055年から1065年にかけてノーサンブリア伯を務め、最後のアングロサクソン人イングランド王ハロルド・ゴドウィンソンの弟でもあった。兄ハロルド王により国外追放された後、トスティグはノルウェー王ハーラル苛烈王のイングランド侵攻を支援し、1066年のスタンフォード・ブリッジの戦いでハーラル王と共に戦死した。

## 背景
トスティは、貴族ゴドウィンとその妻ギーサ・トルケルスドッティル（デンマークの首長トールギル・スプラーカレッグの娘）の三男として生まれた。1051年、彼はジュディスと結婚した。ユディトは、フランドル伯ボードゥアン4世とその2番目の妃エレオノール・ド・ノルマンディーの間の唯一の娘であった。1086年のドゥームズデイ・ブックによれば、トスティは26のヴィル（村落）または町を所有しており、これらは現在のカンブリアに位置するフーガン荘園を形成していた。

## ノーサンブリア伯
19世紀の古物研究家エドワード・オーガスタス・フリーマンは、エドワード懺悔王がイングランドのノルマン化を進めており、それによってゴドウィン家の影響力が削がれていたとする仮説を提唱した。1051年、ゴドウィン伯の政策への反対によりイングランドは内戦寸前まで至り、最終的にゴドウィン家は国外追放されることとなった。ただしこの追放の背景には異論もあり、王との関係の詳細は不明である。
追放されたゴドウィン家は、スヴェン・ゴドウィンソンやギルス・ゴドウィンソンらと共に、義兄弟のフランドル伯のもとに身を寄せた。翌年には軍勢を率いて帰国してエドワード王に対してトスティの伯領回復を求めた。そして1055年、シワード
の死去により、トスティはノーサンブリア伯となった。1061年には、義兄でもある懺悔王エドワードの命により、ヨーク大司教エアルドレッドとともにローマを訪問し、ローマ教皇ニコラウス2世に謁見している。
無事にノーサンブリア伯に任じられたトスティであったが、ノーサンブリアでの統治は困難を極めた。現地貴族の多くはデーン人およびノース人の子孫であり、トスティの統治に反発していた。1063年末または64年初頭、彼はオルムの息子ガムルとドルフィンの息子ウルフを、彼らが安全を保障されたうえでトスティの宮廷を訪問した最中に暗殺した。トスティに対して比較的好意的な内容で知られる『ヴィータ・エドワルディ』という文献でさえ、トスティが「重い支配のくびきで人々を抑圧した」と記している。
また、トスティはしばしば南部のエドワード王の王宮を不在にしており、スコットランド軍の侵入に対してもまともに対処をしなかった。当時のスコットランド王はトスティと個人的な友人であり、また彼が地元民から好かれていなかったことから現地の徴募兵の徴兵も困難であった。そんな彼はデンマーク人傭兵（ハスカール）を主力とする軍を維持していたが、この政策は高くつき不評であったとされる。（地元民がトスティに対して反乱を起こした際にハスカールの指導者たちは殺害されたという。）
さらに、トスティがイングランド南部出身であったことも不人気の一因であるとされる。北部の文化は南部と大きく異なっており、南部出身のノーサンブリア伯が任じられるのは数世代ぶりだった。1063年、彼の人気は急落したとされる。ノーサンブリア住民の多くはデーン人で、他地域よりも低い課税率を享受していた。しかし、1060年代にウェールズで繰り広げられた戦役は、トスティの領民が主要な利益を得たものの、その戦費は彼らにとって重い負担となった。この南北両面作戦において、トスティは北部、兄ハロルドを南部を担当しており、主要な指導者として戦争に参加していたとされる。

## 兄ハロルドとノーサンブリア従士たちによる失脚
1065年10月3日、ヨークおよびヨークシャーの従士たちは一斉に蜂起してヨークを占拠し、トスティの官吏や支持者を殺害した。そしてトスティを違法な行為のかどで追放し、モーカー（エドウィン伯の弟）を新たな伯として招聘した。反乱軍はさらにノーサンプトンに進軍して王に直訴するため、エドウィン伯の軍勢とも合流した。そこへ、エドワード懺悔王の命によりハロルド伯が交渉のため派遣された。彼は軍を率いてはおらず、単身交渉にあたったとされる。ハロルドはノーサンプトンにて反乱軍と対話したのち、トスティがノーサンブリアを維持することはもはや不可能であると判断した可能性が高い。そして10月28日にオックスフォードで開催された王国会議に戻った際には、既にその結論に至っていたと考えられている。

## 追放と反乱
ハロルド・ゴドウィンソンはエドワード懺悔王に対して反乱軍の要求を受け入れるよう説得した。そしてエドワード王の命により、トスティはまもなく（おそらく11月初め）追放された。というのも、彼は廃位を命じられてもそれを受け入れようとしなかったからである。この出来事がゴドウィンソン兄弟間の決定的な対立と確執をもたらすことになる。王とその評議会の会合において、トスティは公然とハロルドを反乱の首謀者だと非難した。ハロルドは、ノルマンディー公ギヨーム2世がイングランド王位の獲得を公然と宣言していたという重大な脅威を前に、イングランドを統一しようとしていた。おそらく彼は、北部の平和と忠誠を確保するために、自らの兄を追放したのであろう。
トスティは一族と忠実な従者たちとともに、義兄のフランドル伯ボードゥアン5世を頼ってフランドルに亡命した。彼はその後ノルマンディーに赴き、妻の親類でもあるギヨーム2世との同盟を模索した。ボードゥアンは彼に艦隊を提供し、1066年5月にトスティはワイト島に上陸して資金と物資を調達した。彼はサンドウィッチまで沿岸を襲撃したが、ハロルド王が陸海軍を動員したために撤退を余儀なくされた。
トスティはその後北上し、弟のギルス・ゴドウィンソンを味方に引き入れようとしたが失敗に終わり、その後、ノーフォークとリンカンシャーを襲撃した。だが、エドウィン伯とモーカー伯に撃退された。部下にも見捨てられた彼は、同盟者であるスコットランド王マルカム3世のもとに逃れた。トスティは1066年の夏をスコットランドで過ごした。その後フリースラントを経て、デンマーク王スヴェン2世の宮廷を訪れ、イングランドでの地位回復のための軍事支援を求めた。トスティは、スヴェンの母方の叔父であるクヌート大王の征服事例を引き合いに出し、かつてのようにイングランド征服が可能であると説いたが、スヴェインは慎重な姿勢を崩さず、次のように述べたという――
わが母の兄であるクヌート大王は、打ち合いと殺し合いによってイングランドを得た。  
ときに命を落としかけながらも、戦い抜いて手に入れた国土だった。  
デンマークは彼の父からの相続であったし、ノルウェーは刃を交えることなく得たものだ。  
だが、わたしにはそこまでの幸運も力もない。  
むしろ今は、北人たちからこの国を守るのに手一杯なのだ。—スヴェン2世王の言葉、『ヘイムスクリングラ』第81章より
この交渉が失敗に終わると、トスティはさらにノルウェーのヴィケンに向かい、ハーラル苛烈王を訪ねた。ここで彼は、ハーデクヌーズの死後にハーラルが継承権を有していたとされる前例を持ち出しつつ、王の名声と武勇にふさわしい遠征の機会であると強調した。トスティはこう述べたとされる――
イングランドをお取りください、王よ。  
このわたしが、貴殿のために、国の有力者たちを従わせましょう。  
我が兄の傍らに並び立つに、足りぬものはただ一つ――「王」の御名のみ。  
かの国は、貴殿ほどの戦士にこそふさわしく、戦わずして手に入れる好機、今を措いて他にございません。—トスティの言葉、『ヘイムスクリングラ』第82章より
ハーラルは当初慎重であったが、トスティの論に耳を傾け、やがて遠征を決意。ノルウェー全土に動員の印を配し、国民の半数に兵役を課した。

トスティに説得されたハーラル王は200隻の軍船とその他の小舟・補給船を率いてSolundsを出陣し、道中にオークニー諸島・シェトランドを経由してイングランドに向かった。その後ノルウェー艦隊沿岸部の村落を焼き討ち、また迎撃のために集結していたイングランド守備兵を蹴散らしつつ、海岸沿いに南進。続けてハンバー川を遡って航行し、フルフォードの戦いでエドウィンとモーカーの連合軍を打ち破った。

## スタンフォード・ブリッジの戦い
ハーラル王率いるノルウェー・ヴァイキングとトスティはヨークに侵入し、それを防ごうとしたエドウィン伯・モーカー伯の軍勢をフルフォードにて撃破した。そして和平のもと現地諸侯から人質を取り、兵糧を確保した。ハロルド・ゴドウィンソンはロンドンからイングランド軍を率いて北へ急行し、1066年9月25日、スタンフォード・ブリッジでトスティ・ハーラル連合軍に奇襲をしかけた。ハーラル王、トスティ、そして彼らに従う戦士の多くが戦死した。ノルウェー軍およびトスティが雇ったフランドルの傭兵たちは、大部分が鎧を着けず、個人の武器しか携えていなかった。この日は非常に暑く、また彼らはアングロサクソン人の抵抗に遭うことを想定していなかった。また、ハーラル率いるヴァイキング約1万1千の兵力は分散しており、多くがリクコールに停泊させていたノルウェー艦隊の警護に割かれていたという。

## 戦後
スタンフォード・ブリッジで戦死した後、トスティの遺体はヨーク・ミンスターに埋葬された。トスティの2人の息子はノルウェーに逃れ、一方で妻のジュディスはバイエルン大公ヴェルフ公と再婚した。一方、勝利を収めたハロルド・ゴドウィンソンは、トスティおよびハーラル3世との戦いで疲弊した兵を率いたまま19日後にノルマン人軍と対峙し、ヘイスティングズの戦いにおいて敗北を喫することとなる。
トスティには2人の息子がいたとされ、おそらくはジュディスとの結婚以前に、アングロ・デーン人の女性との間にもうけた子であるとされる。彼らの名はアングロ・デーン的であり、ノルウェー王宮で養育されたと考えられている。
1. スクーリ・トスティッソン・コンスフォストレ
  1. ノルウェー王インゲ2世およびスコーリ・バールソン（en:Skule Bårdsson）の高祖父であり、エストリズ・ビョルンスドッティル（英語版）の母系の高祖父でもある。

1. ケティル・トスティッソン

## 大衆文化における描写
トスティの生涯と歴史的役割を扱った通俗的（学術的でない）ノンフィクション書籍には以下のようなものがある：
Howarth, David (1977). 1066: The Year of the Conquest. Dorset Press. ISBN 0-88029-014-5
Lloyd, Alan (1966). The Making of the King 1066. Dorset Press. ISBN 0-88029-473-6
彼は2025年のテレビシリーズ『王と征服者』において、ルーサー・フォードによって演じられる。